# Флинтсбах-ам-Инн
Флинтсбах-ам-Инн (нем. Flintsbach am Inn) — община в Германии, в земле Бавария.
Подчиняется административному округу Верхняя Бавария. Входит в состав района Розенхайм. Население составляет 2954 человека (на 31 декабря 2010 года). Занимает площадь 31,30 км².

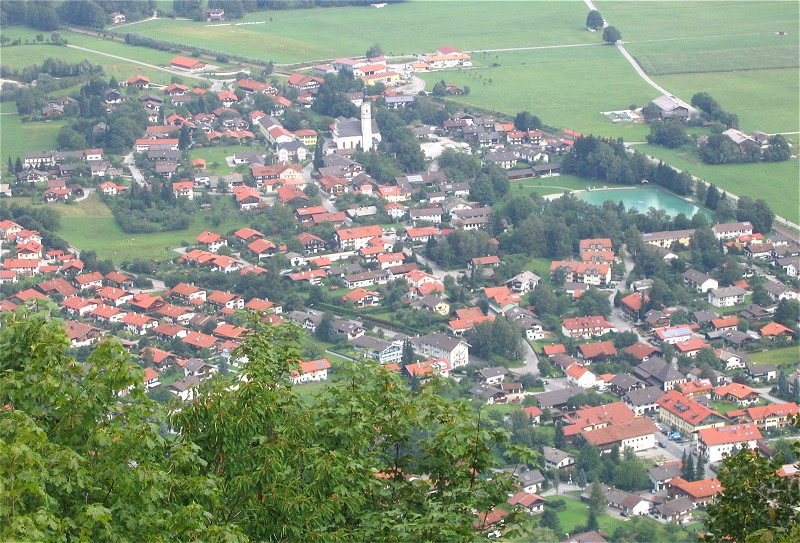
Флинтсбах-на-Инне

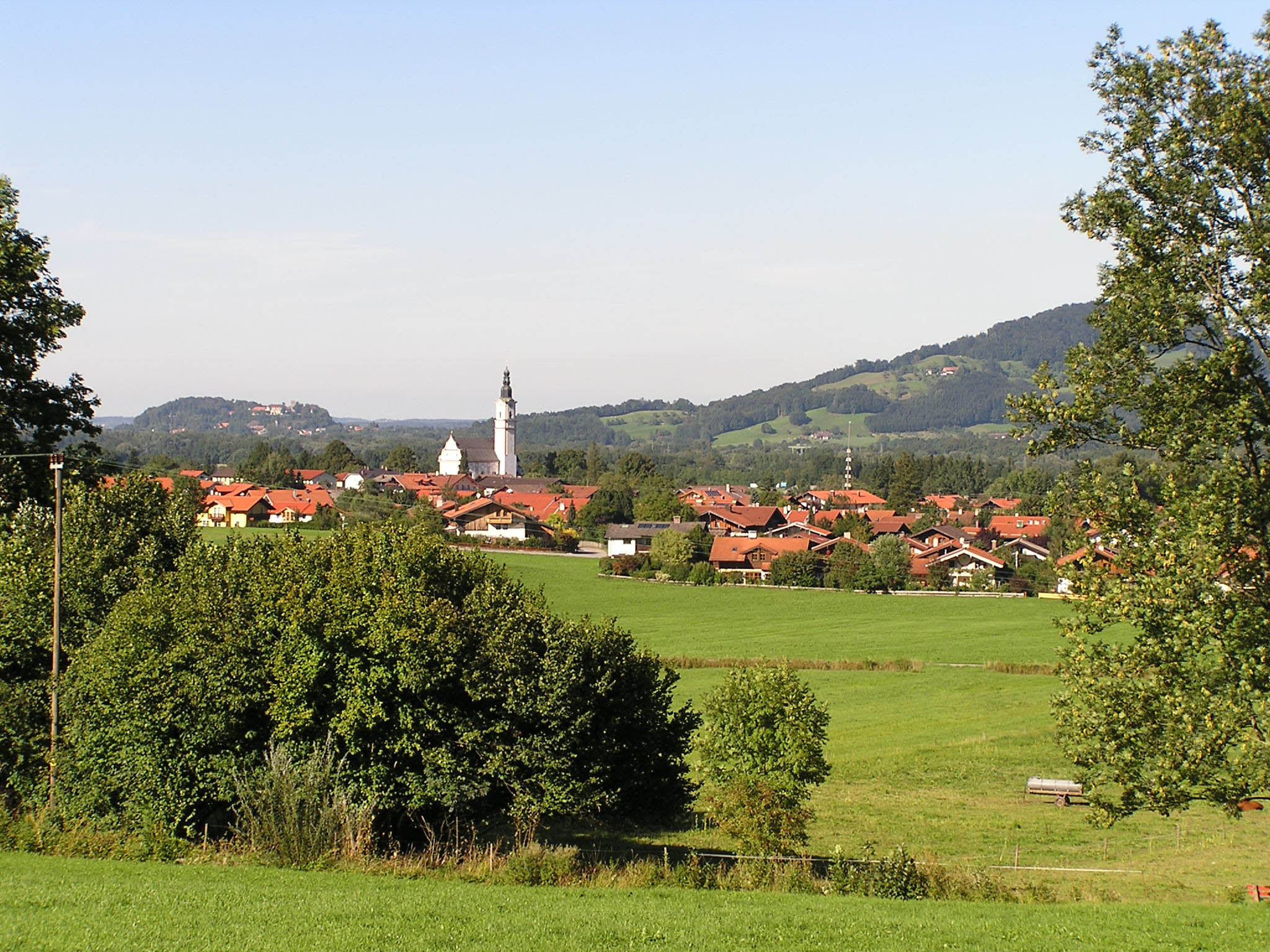
Флинтсбах-на-Инне